# Move Like This
Move Like This är det sjunde albumet av amerikanska rockbandet The Cars, som kom ut den 10 maj 2011. Albumet är deras första sedan albumet Door to Door som kom ut 1987. Alla de ursprungliga bandmedlemmarna medverkar på Move Like This, förutom basisten och sångaren Benjamin Orr som avled 2000. 
Move Like This är The Cars första återförening med den ursprungliga sångaren, låtskrivaren, gitarristen och producenten Ric Ocasek sedan de upphörde att samarbeta 1988. Ocasek berättade för en journalist 1997 att bandet aldrig skulle återförenas: "jag säger aldrig och du kan räkna med det!"

## Låtlista
Samtliga låtar skrivna av Ric Ocasek.
1. "Blue Tip" - 3:13
2. "Too Late" - 4:02
3. "Keep on Knocking" - 3:53
4. "Soon" - 4:23
5. "Sad Song" - 3:38
6. "Free" - 3:18
7. "Drag on Forever" - 3:38
8. "Take Another Look" - 4:46
9. "It's Only" - 3:01
10. "Hits Me" - 3:50